# Fontaine-lavoir du Savourot
La fontaine-lavoir du Savourot est une fontaine située à Héricourt, en France.

## Localisation
La fontaine est située sur la commune d'Héricourt, dans le département français de la Haute-Saône.

## Historique
L'édifice est inscrit au titre des monuments historiques en 1979.